# Isländische Eishockeyliga 1991/92
Die Saison 1991/92 war die erste Spielzeit der isländischen Eishockeyliga, der höchsten isländischen Eishockeyspielklasse. Meister wurde zum ersten Mal in der Vereinsgeschichte überhaupt Skautafélag Akureyrar.